# جیمی جامپ

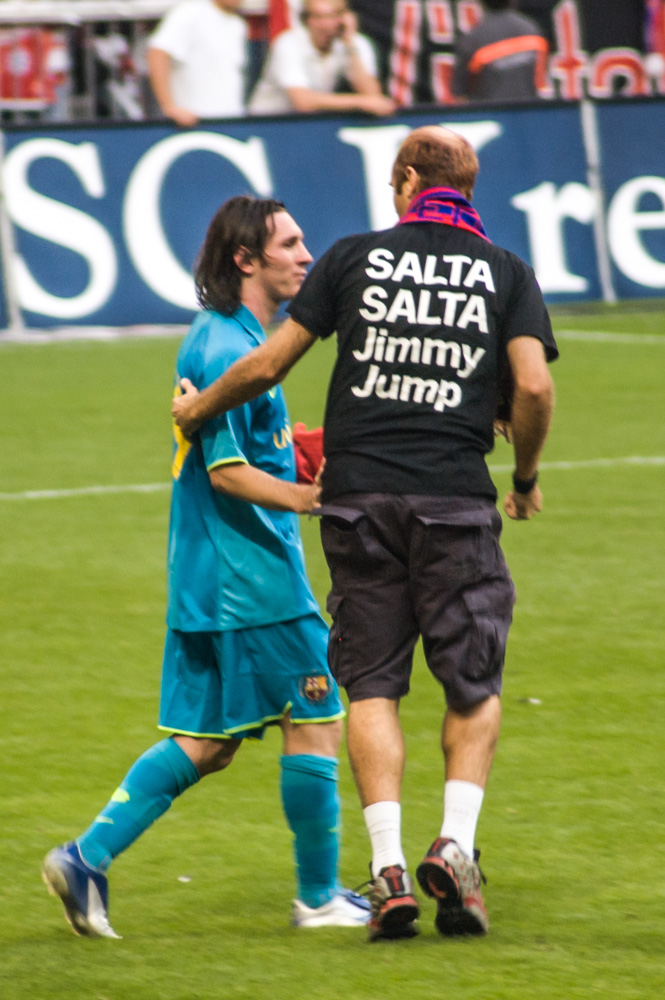
جیمی جامپ و لیونل مسی

یومه مارکت ای کوت (به اسپانیایی Jaume Marquet i Cot) یک خراب‌کار جلب‌توجه‌کننده متولد شده در ۱۴ مارس ۱۹۷۶ در شهر سابادل منطقه کاتالونیای اسپانیا است که به نام مستعار جیمی جامپ مشهور شده‌است. شهرت اصلی جیمی به دلیل خرابکاری‌های جلب‌توجه‌کننده او است که با پرش‌های ناگهانی و حضور سرزده و پیش‌بینی نشده در مکان‌های عمومی مانند مسابقات بزرگ ورزشی و کنسرت‌های معروف موسیقی همراه بوده‌است. خودش عملیات پریدن داخل زمین مسابقه را «پرش» یا «جامپ» نامگذاری کرده‌ است.

## برخی از رویدادهای خرابکارانه

### فوتبال
- در ۴ ژوئیه ۲۰۰۴ در خلال بازی فینال مسابقات جام ملت‌های اروپا ۲۰۰۴ بین یونان و پرتغال او به درون زمین مسابقه دوید و یک پرچم بارسلونا را به سمت لوئیز فیگو کاپیتان پرتغال پرتاب کرد. فیگو قبلاً در سال ۲۰۰۰ از باشگاه بارسلونا به رقیب قدیمی آن رئال مادرید نقل مکان کرده و باعث خشم طرفداران کاتالونیایی شده بود.
- جیمی جامپ در مراسم اهدای جام بازی‌های فینال فیفا ۲۰۱۰ به درون زمین پرید سعی کرد تا یک کلاه قرمز را در مقابل هزاران نفر روی جام بگذارد. اما پیش از اینکه موفق شود، مسئولان امنیتی فیفا او را بازداشت و از میدان بازی خارج کردند. او بعدها مجبور به پرداخت جریمه معادل ۲۹۰ دلار شد.[۱]

### اتومبیل رانی
او در مسابقات اتومبیل رانی فرمول یک جایزه بزرگ اسپانیا ۲۰۰۴ در دور آمادگی، از میان تماشاچیان به سمت نقطه شروع مسابقه دوید.

### مسابقات یوروویژن
در خلال مسابقات یوروویژن سال ۲۰۱۰ در نروژ جیمی جامپ در زمان اجرای هنرمند اسپانیایی به سمت سن اجرا حمله رفته و وارد اجرای رقص گروهی شد. او به سرعت توسط مسئولان امنیتی مراسم دستگیر شد و به پایگاه پلیس سندویکا منتقل شد و در آنجا مجبور به پرداخت جریمه‌ای به مبلغ ۱۵٬۰۰۰ کرون نروژ شد. تیم اسپانیا اجازه یافت تا دوباره آهنگ خود را اجرا کند.

### برنامه تلویزیونی زنده پیش‌بینی وضعیت هوا
در ۱۴ سپتامبر ۲۰۱۰ بعد از مسابقه جام قهرمانان اروپا بین تیم‌های بارسلونا و پاناتینایکوس، او به ناگهان در برنامه پیش‌بینی وضعیت هوا در شبکه دو تلویزیون مجارستان دیده شد. او در برنامه زنده داد می‌زد:"بارسلونا! بارسلونا!"و کلاه سرخش را بر سر مجری برنامه گذاشت. ظاهراً جیمی جامپ ساعتی قبل از پخش این برنامه یکی از مهمانان یک برنامه تلویزیونی دیگر بوده‌است و بعد از آن برنامه در حالیکه هنوز میکروفن به لباسش بوده در استودیوی پخش مانده و خود را به نحوی به برنامه زنده رسانده‌است.

## فرهنگ ورزشی
بعد از محبوبیت و شهرت فراگیر جیمی جامپ، خرابکاران جلب توجه کننده خصوصاً در مسابقات فوتبال را عموماً جیمی جامپ خطاب می‌کنند. در مسابقه فوتبال پرتغال و اروگوئه در مرحله گروهی جام جهانی ۲۰۲۲ قطر که در تاریخ ۲۸ نوامبر انجام شد یک جیمی جامپ با دو شعار آزادی‌خواهی زنان ایرانی و توقف جنگ اوکراین در دو سوی پیراهنش و با در دست داشتن پرچم شش رنگ همجنسگرایان به وسط زمین بازی رفت. این رویداد همزمان بود با تجاوز روسیه به اوکراین و تجمعات در ایران. در بازی فرانسه و تونس یک جیمی جامپ پرچم کشور فلسطین را به حمایت از مردم فلسطین در دست داشت و بعد توسط پلیس دستگیر شد .

## جریمه
جیمی در یک ویدئو در سال ۲۰۱۰ به زبان انگلیسی از طرفدارانش خواست تا برای پرداخت جریمه‌های مختلفی که بخاطر اعمالش از سوی مراکز مختلف شده و بیش از ۱۰۰٬۰۰۰ یورو میزان آن است به او کمک مالی کنند.